# Aspicarpa
Aspicarpa là một chi thực vật có hoa trong họ Malpighiaceae.

## Loài
Chi Aspicarpa gồm các loài: